# Wesley C. Salmon
Wesley C. Salmon (* 9. August 1925; † 22. April 2001) war ein US-amerikanischer Philosoph und Wissenschaftstheoretiker, bekannt für seine Arbeit über Modelle der wissenschaftlichen Erklärung. Salmon analysierte im Bereich der Theorie der Bestätigung, wie auf der Basis von Wahrscheinlichkeitstheorie und Induktiver Logik Hypothesen entwickelt und bestätigt werden. Er war verheiratet mit der Wissenschaftstheoretikerin Marilee H. Salmon.
Salmon lehrte an der Indiana University Bloomington und der University of Pittsburgh. Seinen PhD in Philosophie erlangte er unter Hans Reichenbach. Er starb im April 2001 in Folge eines Autounfalls.
Besondere Beiträge leistete Salmon für ein realistisches Verständnis von Kausalität in wissenschaftlichen Erklärungs- und Begründungszusammenhängen, auch oder weil dieser Realismus zahlreich Kritik gefunden hat. Seine Bücher über die Struktur wissenschaftlicher Erklärung gelten als wegweisend für die Wissenschaftstheorie des 20. Jahrhunderts, und führten zur Anerkennung der Rollen der Kausalität für wissenschaftliche Erklärungsmodelle, auch wenn die Natur der Kausalität selbst im Unklaren bleibt.
Unter dem Einfluss des logischen Empirismus vor allem durch Carl Hempels deduktiv-nomologischem Modell hatte sich die Ansicht etabliert, dass wissenschaftliche Erklärungen Regelmäßigkeiten und Muster feststellen, anstatt Ursachen zu ermitteln. Das mit der dort impliziten Vorstellung einer herrschenden allgemeinen und notwendigen Regel verbundene induktiv-statistische Verständnis der wissenschaftlichen Erklärung ersetzte Salmon durch ein Model statistische Relevanz, und ergänzte das deduktiv-nomologische Modell um ein Kriterium der strikten maximalem Spezifität. Doch schließlich bestand Salmon darauf, dass statistische Modelle und gesetzmäßige Regularität nur Vorstufen und unzureichende Stadien der wissenschaftlichen Erklärung sein können. Nach Salmon sollte eine kausale Mechanik der Standard für eine ausgereifte wissenschaftliche Erklärung sein.

## Ausbildung und Werdegang
Salmon besuchte die Wayne State University in Michigan und erwarb 1947 einen Master-Abschluss der University of Chicago. An der UCLA promovierte Salmon 1950 unter Hans Reichenbach in Philosophie. Er war von 1955 und 1963 Mitglied des Lehrkörpers der Brown University, anschließend war er Mitglied der Fakultät für Wissenschaftstheorie und -geschichte der Indiana University Bloomington und erhielt die Norwood Russell Hanson-Professur. 1973 zog er mit seiner Ehefrau Merilee nach Arizona. Er verließ die University of Arizona 1981 und folgte einem Ruf an das damals berühmte Department of Philosophy der University of Pittsburgh, wo er 1983 den Lehrstuhl in Nachfolge von Carl Hempel erhielt. Salmon ging 1999 in den Ruhestand.
Die Veröffentlichungen von Salmon sind zahlreich und umfassen über hundert Artikel und Beiträge. Seine Einführung in die Logik galt jahrzehntelang als Standard-Lehrbuch, wurde mehrfach überarbeitet und neu aufgelegt und wurde in zahlreiche Sprachen übersetzt. In den Jahren 1971 und 1972 war Salmon Vorsitzender der Philosophy of Science Association, und dann 1977 und 1978 Vorsitzender des Westküsten-Regionalverbundes der American Philosophical Association. 1988 hielt er an der Universität Bologna zum 900. Jubiläum ihres Bestehens eine vierteilige Vorlesungsreihe, für die er eigens die Italienische Sprache erlernt hatte. Von 1998 bis 1999 hielt er den Vorsitz der von der UNESCO getragenen International Union of History and Philosophy of Science. Salmon war Fellow der American Academy of Arts and Sciences.

## Begründungstheorie
Seit 1983 beschäftigte sich Salmon mit Fragen der wissenschaftlichen Theoriebildung. Dabei bemühte er sich um eine Bewältigung des Konflikts zwischen der Ansicht der Schulen des logischen Empirismus und kritischen Rationalismus, der zufolge Theorien nach logischen Kriterien und empirischer Bestätigung verglichen werden, und der historischen Perspektive nach Thomas S. Kuhn, die verschiedene Theorien für inkommensurabel erklärt, so dass zwischen verschiedenen Paradigmen nur mit Mühe Aussagen übersetzt und Hypothesen verglichen werden können. Er ging davon aus, dass die Prämisse von Kuhns Structure of Scientific Revolutions weitgehend missverstanden wurde. Kuhn hatte nicht behaupten wollen, das der Theoriewandel ein irrationaler Prozess sei, sondern dass dieser relativ zu betroffenen Wissenschaftsgemeinden erfolge. Salmon gelangte zu der Überzeugung, dass mit Hilfe des Bayesscher Wahrscheinlichkeitsbegriffs, der eine Quantifizierung der Entscheidungsfindung durch als „Grad des Fürwahrhaltens“ verstandene subjektive Wahrscheinlichkeit ermöglicht, die Kluft zwischen dieser Ansicht und den Programmen des logischen Empirismus überbrückt werden könnte.

## Modell wissenschaftlicher Erklärung

### Empirizismus à la Hume
Die klassisch-empirizistische Position zur Kausalität, die sich bis zu David Hume zurückverfolgen lässt, besagt, dass Kausalzusammenhänge selbst nicht beobachtbar sind, sondern nur ein stetig gemeinsames Auftreten bestimmter wahrnehmbarer Ereignisse, und dass daher Kausalzusammenhänge zwischen diesen Beobachtungen eine bloße Annahme des Verstandes sind. Genauer gesagt lässt sich Kausalität nur durch das ausbleiben in kontrafaktischen Situationen erfahren, in dem eine vermutete Ursache manipuliert und zugleich ein Effekt auf den Zustand B beobachtet wird, ohne dass eine weitere Verbindung zwischen A und B sichtbar wäre, die eine logische oder Naturnotwendigkeit mit sich brächte.
Im 20. Jahrhundert wurde von Carl Hempel und Paul Oppenheim zur Beantwortung von Warum?-Fragen das deduktiv-nomologische Model der wissenschaftlichen Erklärung entwickelt. In Verbund mit deterministischen Gesetzen verleiht dieses Modell, einer wissenschaftlichen Erklärung eine logische Form, nach der aus Startbedingungen und universellen Gesetzmäßigkeiten ein Ergebnis deduktiv abgeleitet werden kann; dabei wird jedoch auf kausale Verursachung im Besonderen nicht eingegangen. Werden statt strikter Gesetze statistische Wahrscheinlichkeitsregeln (ceteris paribus) verwendet, geht daraus Hempels Induktiv-statistisches Modell hervor. Auch dieses Modell bildet Korrelationen gut ab, spart jedoch tatsächliche Verursachung aus.

### Relevanz und Spezifität
Gegen 1970 war Salmon zu der Erkenntnis gelangt, dass bei der Erklärung von Wahrscheinlichkeits-Phänomenen nicht nur eine hohe Korrelation erwartet wird, sondern auch ein kausaler Einfluss, in dem aus einem zu untersuchenden System methodisch Komponenten entfernt werden, ob diejenigen auszumachen, die die Korrelation beeinflussen. Salmon wollte Hempels statistisches Modell durch ein mit einem Modell statistischer Relevanz zu ersetzen.
Als Hempel und Oppenheim 1948 das deduktiv-nomologische Modell entwickelten, hatten sie halb-formale Adäquatsheitsbedingungen für die allgemeine Regel formuliert, doch dabei die dritte als redundant bezeichnet, dass Empirischen Gehalt forderte. Die anderen drei, Ableitbarkeit, Gesetzesform und Wahrheit, implizierten diese bereits. In den frühen 1980er-Jahren wollte Salmon den Grund zurück in die Begründung bringen, indem er die Bedingung des empirischen Gehalts durch eine nach strkiter maximaler spezifität ersetzte. Schlussendlich fand Salmon bloße Modifikationen der allgemeinen Regel im Hempel-Oppenheim-Schema jedoch unzureichend.

### Kausalmechanismus
Während der Mainstream der Wissenschaftstheorie die Probleme der wissenschaftlichen Erklärung als erkenntnistheoretisches Problem behandelte, bei dem die kontrafaktische Ableitbarkeit des zu erklärenden Phänomens aus einem Anfangszustand und einem passenden Gesetz im Zentrum stand, machte Salmon in tatsächlichen wissenschaftlichen Erklärungen überall Verweise auf Kausalität aus. Damit konnte die Gesetzmäßigkeit als Naturgesetz nicht nur eine bloße epistemische Regelmäßigkeit sein, sondern diese auf strukturelle Eigenschaften der physischen Welt zurückführen. Wissenschaftliche Erklärungen hätten demzufolge anzugeben, wie das zu erklärende Phänomen in den gesamten Kausalzusammenhang der Welt eingebettet („fits into the causal nexus“) ist. Dies ist der Kern von Salmons Verständnis der Kausalität als fest verfügter Mechanik. Beispielsweise stellt das Boyle-Mariotte'sche Gasgesetz Temperatur, Druck und Volumen eines idealen Gases in ein festes, beobachtbares Verhältnis (epistemische Ebene), doch diese konnte später auf Regeln der Statistischen Mechanik zurückgeführt werden, die die durchschnittliche Bewegungsenergie der zusammenstoßenden Gasmoleküle bestimmen (ontische Ebene). Salmon gelangte daher zu der Schlussfolgerung, dass ein Modell wissenschaftlicher Erklärung nicht nur nomologisch im Sinne einer allgemeinen und notwendigen Regel, sondern auch ontologisch im Sinne einer kausalen Mechanik sein sollte. Dennoch bleib es bei Salmon vage, wie Wissenschaftler sich dieser Kausalität versichern sollten. Dennoch ist die Kausalität damit wieder ins Zentrum der Wissenschaftstheorie gerückt.

### Merkmalsübertragung
Salmon strebte der Kausalität als Prozess an („process theory“), die ohne kontrafaktische Konditionale auskommt und dennoch Humes empirischen Striktheitsansprüchen genügt. Dabei kritisierte er Bertrand Russells Vorstellung der Kausalität als causal lines, die ein Vorläufer moderner Modelle ist, dafür, dass sie zwar erkenntnistheoretische, aber nicht ontische Aspekte berücksichtigte. Bereits  Hans Reichenbach hatte festgestellt, dass Russells Theorie der Kausalität tatsächliche Verursachung nicht von „unwirklichen Abfolgen“ („unreal sequences“) unterscheidet. Damit bezeichnet Reichenbach zusammenhängende Abfolgen, die in Wirklichkeit nicht kausal verknüpft sind. Salmons Erklärung von Kausalprozessen zog einige Kritik auf sich, denen Salmon entgegnete, das kausale Abläufe und Wechselwirkungen grundlegende Mechanismen sind, wobei Wechselwirkungen grundlegender seien als Abfolgen, aber aus praktischen Gründen kausale Abläufe zuerst besprochen werden sollten.
Kausale Abläufe sind nach Salmons die „Mittel, durch die kausale Einflüsse übertragen werden“ („the means by which causal influence is transmitted“), und die daher Dasjenige sind, das „akkurat diejenigen objektiven physikalischen Kausal-Verbindungen darstellt, die Hume vergebens suchte“ („constitute precisely the objective physical causal connections which Hume sought in vain“). Kausale Abläufe können dabei nach Salmon ein Merkmal (mark) oder eine Struktur in einem Raumzeitlichen Zusammenhang übertragen. Durch solche Übertragungen lassen sich nach Salmon kausale Abläufe von Reichenbachs „unreal sequences“ unterscheiden. Kausale Verzweigungen sind demnach Dasjenige, „was kausale Strukturen hervorbringt und verändert“ („the means by which causal structure is generated and modified“). Kritiker haben Salmons Theorie der Merkmalsübertragung jedoch angelastet, dass eine solche Unterscheidung nicht unbedingt gelingt.

## Werke (Auswahl)
- The Status of Prior Probabilities in Statistical Explanation. In: Philosophy of Science. Band 32, Nr. 2, April 1965, S. 137–146.
- The Foundations of Scientific Inference. 1967.
- Logic. 2. Auflage. Englewood Cliffs, 1973; deutsche Ausgabe: Logik. Reclam, Stuttgart 1982, ISBN 3-15-007996-9.
- Scientific Explanation and the Causal Structure of the World. 1984.
- Four Decades of Scientific Explanation. 1990.
- Causality Without Counterfactuals. In: Philosophy of Science. Band 61, Nr. 2, Juni 1994, S. 297–312.
- Causality and Explanation. Oxford University Press, 1998.
- The Spirit of Logical Empiricism: Carl G. Hempel’s Role in Twentieth-Century Philosophy of Science. In: Philosophy of Science. Band 66, Nr. 3, September 1999, S. 333–350.